# Energías para Italia
Energías para Italia (en italiano: Energie per l'Italia, abreviado EpI) es un partido político italiano de centroderecha, fundado en 2016 y liderado por Stefano Parisi.

## Historia
Stefano Parisi, exdirector de Confindustria y director ejecutivo de la empresa de telecomunicaciones Fastweb, en 2016 fue seleccionado por Silvio Berlusconi como candidato de Forza Italia a alcalde de Milán. En la elección de desempate, Parisi fue derrotado por Giuseppe Sala, candidato del Partido Democrático. Posteriormente, Berlusconi encargó a Parisi reconstruir el centroderecha italiano. Sin embargo, por desacuerdos entre Parisi y la Liga Norte, el proyecto no tuvo éxito y el mismo Parisi, en noviembre, fundó su propio partido, Energías para Italia.
Al nuevo partido se incorporaron algunos políticos de centroderecha y centro, como los senadores Maurizio Sacconi y Gabriele Albertini, además de cinco diputados (Domenico Menorello, Giovanni Monchiero, Dino Secco, Gugliemo Vaccaro y Gianluigi Gigli). En septiembre de 2017, EpI alcanzó un acuerdo político y programático con La Marianna, una asociación liberal liderada por Giovanni Negri, antiguo secretario del Partido Radical.
En noviembre del mismo año, el grupo parlamentario "Civici e Innovatori" (CI), liderado por Monchiero, cambió su nombre a "Civici e Innovatori - Energie per l'Italia". El 13 de enero de 2018, EpI y CI presentaron juntos una lista electoral llamada "Energías para Italia - por el centroderecha", aliada de Forza Italia.